# Эррера Корона, Хавьер
Хавьер Эррера Корона (исп. Javier Herrera Corona; род. 15 мая 1968, Аутлан-де-Наварро, Мексика) — мексиканский прелат и ватиканский дипломат. Титулярный архиепископ Вультурары с 5 февраля 2022. Апостольский нунций в Габоне и Республике Конго с 5 февраля 2022. 

## Биография
Хавьер Эррера Корона был рукоположен в сан священника в епархии Аутлана 21 сентября 1993 года. Позднее он получил степень в области канонического права.
1 июля 2003 года Хавьер Эррера Корона поступил на дипломатическую службу Святого Престола. После обучения в Папской Церковной академии он работал в апостольских нунциатурах Святого Престола в Пакистане, Перу, Великобритании и на Филиппинах, в последнее время в ранге советника нунциатуры.
5 февраля 2022 года Папа Франциск назначил его титулярным архиепископом Вультурарии и апостольским нунцием в Республике Конго и Габоне.